# Ampotis alticola
Ampotis alticola är en skalbaggsart som beskrevs av Roger Paul Dechambre och Ronald B. Madge 1979. Ampotis alticola ingår i släktet Ampotis och familjen Dynastidae. Inga underarter finns listade i Catalogue of Life.